# Radar Base
Radar Base est une census-designated place située dans le comté de Maverick, dans l’État du Texas, aux États-Unis. Sa population s’élevait à 762 habitants lors du recensement de 2010.

## Source
- (en) Cet article est partiellement ou en totalité issu de l’article de Wikipédia en anglais intitulé « Radar Base, Texas » (voir la liste des auteurs).